# Colter’s Hell
Colter's Hell ist eine vulkanogene Gegend am Shoshone River in der Nähe von Cody im US-Bundesstaat Wyoming. Benannt wurde sie nach dem Trapper John Colter, der  im Winter 1807/1808 vermutlich als erster Weißer dorthin vorstieß. Zuweilen wurde Colter's Hell irrtümlich mit dem Gebiet des späteren Yellowstone-Nationalparkes verwechselt, der vor seiner offiziellen Benennung oft als Gebiet der großen Vulkane, Gebiet der kochenden Wasserfälle oder ähnlich bezeichnet wurde. Ganz ähnlich wurde auch Colter's Hell beschrieben.
Weitere frühe Beschreibungen von Colter's Hell stammen von dem Trapper Joseph Meek aus dem Jahre 1830 sowie von Plenty Coups, einem Häuptling der Absarokee-Indianer, der mit seinem Volk um 1840 am erloschenen Vulkan campierte.
Heute gibt es nur noch Dampf-Fumarolen, zu Colters Zeiten sind Geysire wahrscheinlich.